# Гелаело (район)
Гелаело — район зоби (провінції) Семіен-Кей-Бахрі, що в Еритреї. Столиця — місто Гелаело.